# Prêmio Multishow de Música Brasileira para Show do Ano
Prêmio Multishow de Música Brasileira para Show do Ano é um prêmio dado anualmente no Prêmio Multishow de Música Brasileira, uma cerimônia que foi estabelecida em 1994 e originalmente chamada de Prêmio TVZ. O prêmio para Show do Ano foi introduzido pela primeira vez sob o nome Melhor Show em 1998. Entre as edições de 2020 e 2021, a categoria foi renomeada para dois nomes: Live do Ano e Performance do Ano. Em 2022 a categoria foi nomeada para Show do Ano.

## Vencedores e indicados

### Década de 1990
| Ano  | Vencedor(a) | Indicados                                              | Ref.  |
| ---- | ----------- | ------------------------------------------------------ | ----- |
| 1998 | Titãs       | - Amigos - Banda Eva - Gal Costa - Netinho             | [ 5 ] |
| 1999 | Terra Samba | - Jota Quest - Os Paralamas do Sucesso - Skank - Titãs | [ 6 ] |

### Década de 2000
| Ano  | Vencedor(a)     | Indicados                                                          | Ref.              |
| ---- | --------------- | ------------------------------------------------------------------ | ----------------- |
| 2000 | Djavan          | - Charlie Brown Jr. - Chico Buarque - Jota Quest - Raimundos       | [ 7 ] [ 8 ] [ 9 ] |
| 2001 | Sandy & Junior  | - Charlie Brown Jr. - Marisa Monte - O Rappa - Raimundos           | [ 10 ]            |
| 2002 | Sandy & Junior  | - Cássia Eller - KLB - Skank - Zeca Pagodinho                      | [ 11 ]            |
| 2003 | Sandy & Junior  | - Capital Inicial - KLB - Maria Bethânia - Os Paralamas do Sucesso | [ 12 ]            |
| 2004 | Skank           | - Charlie Brown Jr. - Jota Quest - Maria Rita - Titãs              | [ 13 ]            |
| 2005 | O Rappa         | - Charlie Brown Jr. - Ivete Sangalo - Pitty - Sandy & Junior       | [ 14 ]            |
| 2006 | Ivete Sangalo   | - Capital Inicial - Charlie Brown Jr. - Jota Quest - Los Hermanos  | [ 15 ]            |
| 2007 | Ivete Sangalo   | - Caetano Veloso - Jota Quest - Marcelo D2 - O Rappa               | [ 16 ]            |
| 2008 | Ana Carolina    | - Charlie Brown Jr. - Maria Rita - Rita Lee - Vanessa da Mata      | [ 17 ]            |
| 2009 | Capital Inicial | - Jota Quest - Marcelo D2 - Skank - Zeca Pagodinho                 | [ 18 ]            |

### Década de 2010
| Ano  | Vencedor(a)      | Indicados                                                                  | Ref.   |
| ---- | ---------------- | -------------------------------------------------------------------------- | ------ |
| 2010 | Ivete Sangalo    | - Claudia Leitte - Luan Santana - NX Zero - Victor & Leo                   | [ 19 ] |
| 2011 | Luan Santana     | - Caetano Veloso e Maria Gadú - Exaltasamba - Ivete Sangalo - Victor & Leo | [ 20 ] |
| 2012 | Paula Fernandes  | - Jorge e Mateus - Luan Santana - O Rappa - Jota Quest                     | [ 21 ] |
| 2013 | Paula Fernandes  | - Ivete Sangalo - Luan Santana - Caetano Veloso - Naldo Benny              | [ 22 ] |
| 2014 | Ivete Sangalo    | - Paula Fernandes - Thiaguinho - Luan Santana - Só Pra Contrariar          | [ 23 ] |
| 2015 | Anitta           | - Henrique e Juliano - Luan Santana - Paula Fernandes - Sorriso Maroto     | [ 24 ] |
| 2016 | Anitta           | - Joelma - Jorge & Mateus - Luan Santana - Paula Fernandes                 | [ 25 ] |
| 2017 | Joelma           | - Anitta - Luan Santana - Simone & Simaria - Thiaguinho                    | [ 26 ] |
| 2018 | Marília Mendonça | - Luan Santana - Anitta - Simone & Simaria - Bruno & Marrone               | [ 27 ] |
| 2019 | Marília Mendonça | - BaianaSystem - Gusttavo Lima - Thiaguinho - Tribalistas                  | [ 28 ] |

### Década de 2020
| Ano  | Vencedor(a)                                | Indicados | Ref.   |
| ---- | ------------------------------------------ | --- | ------ |
| 2020 | Marília Mendonça (Live do Ano)             | - Caetano Veloso - Bruno & Marrone - Gusttavo Lima - Ivete Sangalo | [ 29 ] |
| 2021 | Ivete Sangalo (Performance do Ano)         | - Anitta - Gusttavo Lima - Luísa Sonza - Pabllo Vittar | [ 30 ] |
| 2022 | Turnê Irmãos – Alexandre Pires & Seu Jorge | - Turnê Meu Coco – Caetano Veloso - Turnê Nu – Djonga - Tour AmarElo – Emicida - Turnê Pirata – Jão - Turnê Numanice – Ludmilla - Tour Portas – Marisa Monte - Turnê Infinito – Thiaguinho                                    | [ 31 ] |
| 2023 | Numanice #2 Tour – Ludmilla                | - Icarus – BK' - Rock in Rio 2022 – Ludmilla - Turnê Portas 2023 – Marisa Monte - Turnê Titãs Reencontro – Titãs | [ 32 ] |
| 2024 | SuperTurnê e Rock in Rio 2024 – Jão        | - Caetano & Bethânia - 3.0: A Festa e Rock in Rio 2024 – Ivete Sangalo - Rock in Rio 2024 – Iza - Numanice #3 Tour e Rock in Rio 2024 – Ludmilla - Baseado em Fatos Reais: 30 anos de Fumaça e Rock in Rio 2024 – Planet Hemp | [ 33 ] |